# Chaske Spencer
Chaske Spencer (pronuncia Chess-Kay) (Oklahoma, 9 marzo 1975) è un attore statunitense.

## Biografia
Spencer è nato a Tahlequah, nello stato dell'Oklahoma, ed è cresciuto in diverse città: Montana, Kooskia, Lapwai e Lewiston in Ohio. Ha origini Sioux, Nez Perce, Cherokee, Creek, francesi e tedesche. Si è diplomato alla Clearwater Valley nel 1994, si è avvicinato alla recitazione da giovanissimo al Lewiston Civic Theater. 
 Dopo il diploma ha frequentato il Lewis Clark State College, ma lo ha poi abbandonato dopo un anno per intraprendere la carriera d'attore. Ha preso lezioni da David Gideon e Ed Kovens. Si è trasferito a New York dove ha fatto parte nel New York Theatre, ed ha recitato in varie opere tra cui Dracula. Qui, è stato scoperto da Rene Haynes che nel 2002 lo ha proposto per un ruolo nel film Skins, che è riuscito ad ottenere; hanno seguito i film per la tv Dreamkeeper e Into the West, miniserie prodotta da Steven Spielberg.
Nel 2009 viene scelto per interpretare il licantropo Sam Uley nella pellicola The Twilight Saga: New Moon, è proprio questo ruolo che gli porta fama. Viene riconfermato anche per le pellicole successive della saga: The Twilight Saga: Eclipse, The Twilight Saga: Breaking Dawn - Parte 1 e The Twilight Saga: Breaking Dawn - Parte 2.
A partire dal 2015 prende parte alla serie televisiva Banshee - La città del male interpretando la parte di Billy Raven.

## Filmografia

### Cinema
- Skins, regia di Chris Eyre (2002)
- The Twilight Saga: New Moon, regia di Chris Weitz (2009)
- The Twilight Saga: Eclipse, regia di David Slade (2010)
- The Twilight Saga: Breaking Dawn - Parte 1, regia di Bill Condon (2011)
- Shouting Secrets, regia di Korinna Sehringer (2011)
- Winter in the Blood, regia di Alex Smith e Andrew J. Smith (2012)
- The Twilight Saga: Breaking Dawn - Parte 2, regia di Bill Condon (2012)
- Woman Walks Ahead, regia di Susanna White (2017)

### Televisione
- Dreamkeeper, regia di Steve Barron, film TV (2003)
- Into the West - serie TV, episodio 1x06 (2005)
- Una vita da vivere (One Life to Live) - serie TV, 2 episodi (2011)
- Banshee Origins - serie TV, episodio 3x07 (2014)
- Banshee - La città del male (Banshee) - serie TV, 8 episodi (2015-2016)
- Sneaky Pete - serie TV, 8 episodi (2017-2018)
- The Society - serie TV, ep.1x01 (2019)
- Jessica Jones - serie TV, ep.3x10-11 (2019)
- Blindspot - serie TV, 9 episodi (2019-2020)
- Pronti a tutto (Bareskins) - miniserie TV, 5 puntate (2020)
- The English - miniserie TV, 6 puntate (2022)
- Echo – miniserie TV, 5 episodi (2024)

### Doppiatore
- Red Dead Revolver - videogame (2004)

## Doppiatori italiani
Nelle versioni in italiano delle opere in cui ha recitato, Chaske Spencer è stato doppiato da:
- Francesco De Francesco in The English, Echo
- Carlo Scipioni in Twilight: New Moon
- Gianluca Crisafi in Banshee - La città del male
- Luca Graziani in Sneaky Pete
- Alessio Cigliano in Blindspot